# Isaszegi csata (1265)
1265 márciusában az isaszegi csatában csaptak össze IV. Béla király és V. István ifjabb király csapatai a közöttük 1264 óta tartó belháború során. V. István csapatai győztek, ezzel eldőlt, hogy az ifjabb király megtarthatja az ország keleti része fölötti fennhatóságát.
IV. Béla csapatait Béla macsói herceg vezette. A csatában V. István oldalán részt vett Csák nembeli Péter, a későbbi tartományúr, Csák Máté apja. Karddal nem tudott harcolni, mert egy korábbi ütközetben lándzsától megsérült, de nem akarta elhagyni az ifjabb királyt, akinek az előző egy év során több jelentős győzelmet szerzett. A csatában V. István győzött, Béla macsói herceg elmenekült, Héder nembeli Henrik és fiai pedig fogságba kerültek.